# Вида, Кула и Гъмза
Вижте пояснителната страница за други значения на Вида.
Вижте пояснителната страница за други значения на Кула.
Вижте пояснителната страница за други значения на Гъмза.
Вида, Кула и Гъмза са легендарни сестри според народна легенда от Видинския край, чиито имена се свързват с градовете Видин, Кула, Гъмзиград (Зайчарско) и/или село Гъмзово (Видинско).

## Народна легенда
Според легендата, някога живял български болярин, заможен и много имотен. Обширните му владения се простирали на територии от Карпатите до Стара планина. Имал 3 дъщери: Вида, Кула и Гъмза.
Когато умрял, сестрите разделили бащините имоти помежду си. По-малките сестри прибързали в избора си на съпруг: Гъмза се омъжила в земите на сръбския Гъмзиград, Кула се задомила в българския град Кула; обаче и двете имали лоши съпрузи, които пропилели бащиното им наследство с лека ръка и изгубили всичко.
Най-възрастната сестра Вида не се задомила, а останала цял живот сама. Изградила замък, където доживяла до дълбока старост. Крепостта успешно защитавала поданиците и земите ѝ от чужди нападения. След смъртта на Вида местните хора в знак на благодарност наричат замъка „Баба Вида“ или „Бабини Видини кули“.

## Фонтан и площад
В центъра на град Видин близо до централния площад „Бдинци“ пред входа на Съдебната палата е изграден фонтан. Заради неговата скулптурна композиция от 3 статуи на девойки, свързвани с легендата за тези 3 сестри, фонтанът е наричан „Вида, Кула и Гъмза“ или „Три сестри“, както и „Трите грации“. Фонтанът със статуите обаче не се харесва на предишеното и сегашното общинско ръководство и предстои премахването му.
Този фонтан се намира почти в центъра на площад, оформен през 1970-те години на кръстовище в пешеходна зона между тогавашния универсален магазин „Видин“ и изградения след него партиен дом – сега използван за съдебна палата, регионална библиотека, филхармония и др. Понякога този все още безименен площад е наричан по главната му забележителност – фонтана с неговите статуи.

## Други
На баба Вида е наречена улица в квартал „Хаджи Димитър“ в София (Карта).